# Arenys de Munt
Arenys de Munt è un comune spagnolo di 6 665 abitanti situato nella comunità autonoma della Catalogna, nella comarca del Maresme.
È ubicato nella zona interna e collinare della comarca, al confine con il
Vallès Oriental. Fa parte del Parco Naturale del Montnegre i del Corredor. Estesa l'area boschiva con foreste di querce, pini e castagni.
L'economia si basa sullo sfruttamento agricolo del territorio (vigneti, fragole e ciliegie) e sull'industria (tessile, produzione di tovaglie, e alimentare, liquori), sita principalmente nel "poligono industrial" ad inizio paese sulla sinistra arrivando da Arenys de Mar.
Assolutamente da non dimenticare l'artigianato, soprattutto nella lavorazione del vetro (Famiglia Artigas).
Di interesse artistico la chiesa di Sant Martí, in stile gotico, opera di Pere Serafí. Ospita un retablo gotico-rinascimentale del secolo XVI